# موش‌های بینی‌دراز
موش‌های بینی‌دراز (نام علمی: Oxymycterus) نام یک سرده از زیرخانواده سینی‌دندانیان است.